# برگ ان تربلیت
برگ ان تربلیت (به هلندی: Berg en Terblijt) یک منطقهٔ مسکونی در هلند است که در فالکن‌بورخ ان‌ده خئول واقع شده‌است.